# Dana Baidäulet
Dana Baidäulet (kasachisch Дана Байдәулет, * 27. Juli 2005) ist eine kasachische Tennisspielerin.

## Karriere
Baidäulet spielt bislang vorrangig auf der ITF Women’s World Tennis Tour, wo sie aber noch keinen Titel gewinnen konnte.
Im September erhielt sie eine Wildcard für die Qualifikation zu den Astana Open, ihrem ersten Turnier der WTA Tour. Sie unterlag aber bereits in der ersten Runde Katie Boulter mit 2:6 und 1:6.
Ihr bislang größter Erfolg im Doppel war das Erreichen des Halbfinals bei dem mit 25.000 US-Dollar dotierten ITF-Turnier in Karaganda Ende Oktober 2021 mit ihrer Partnerin Jekaterina Maklakowa.